# Izimșa, Mehedinți
Izimșa este un sat în comuna Obârșia de Câmp din județul Mehedinți, Oltenia, România.